# Gemäldegalerie (Berlino)
La Gemäldegalerie (letteralmente: «galleria dei dipinti») è un museo di Berlino. Si trova nel complesso del Kulturforum e custodisce una delle raccolte di dipinti più significative a livello mondiale, con opere di artisti europei dal XIII al XVIII secolo, quali Giotto, Botticelli, Raffaello, Mantegna, Lippi, Tiziano, Pittoni, Caravaggio, Antonello da Messina, Van Eyck, Petrus Christus, Dürer, Rubens, Vermeer e Rembrandt.

## Storia
La Gemäldegalerie fu, fin da principio, il reparto più importante del museo vecchio (Altes Museum), aperto nel 1830. Alla Galleria era stato riservato l'intero piano superiore. Dai castelli reali provennero circa 350 dipinti, 70 dalla raccolta del romano Vincenzo Giustiniani, acquisita nel 1815, e 677 opere giunsero dalla collezione del commerciante inglese Edward Solly.
Su tali basi si operò una sistematica e riuscita politica d'acquisto guidata da esperti come Gustav Waagen, Karl Friedrich Schinkel, Christian Daniel Rauch, Wilhelm von Humboldt e Wilhelm von Bode, che seguirono gli esempi delle maggiori scuole europee e completarono la raccolta.
Nel 1904 la Gemäldegalerie fu trasferita, come collezione propria, nell'appena costruito Kaiser-Friedrich-Museum, l'odierno Bode-Museum, in cui i dipinti furono in parte raggruppati in ensembles con delle sculture coeve. Nel 1930 una gran parte della raccolta fu deposta nel Deutsches Museum e nel Pergamonmuseum per ragioni di spazio.
Negli ultimi giorni della seconda guerra mondiale l'Hochbunker Friedrichshain fu raso al suolo dalle fiamme. Nell'incendio furono distrutti 400 dei dipinti di grandi dimensioni, fra i quali anche molti significativi.

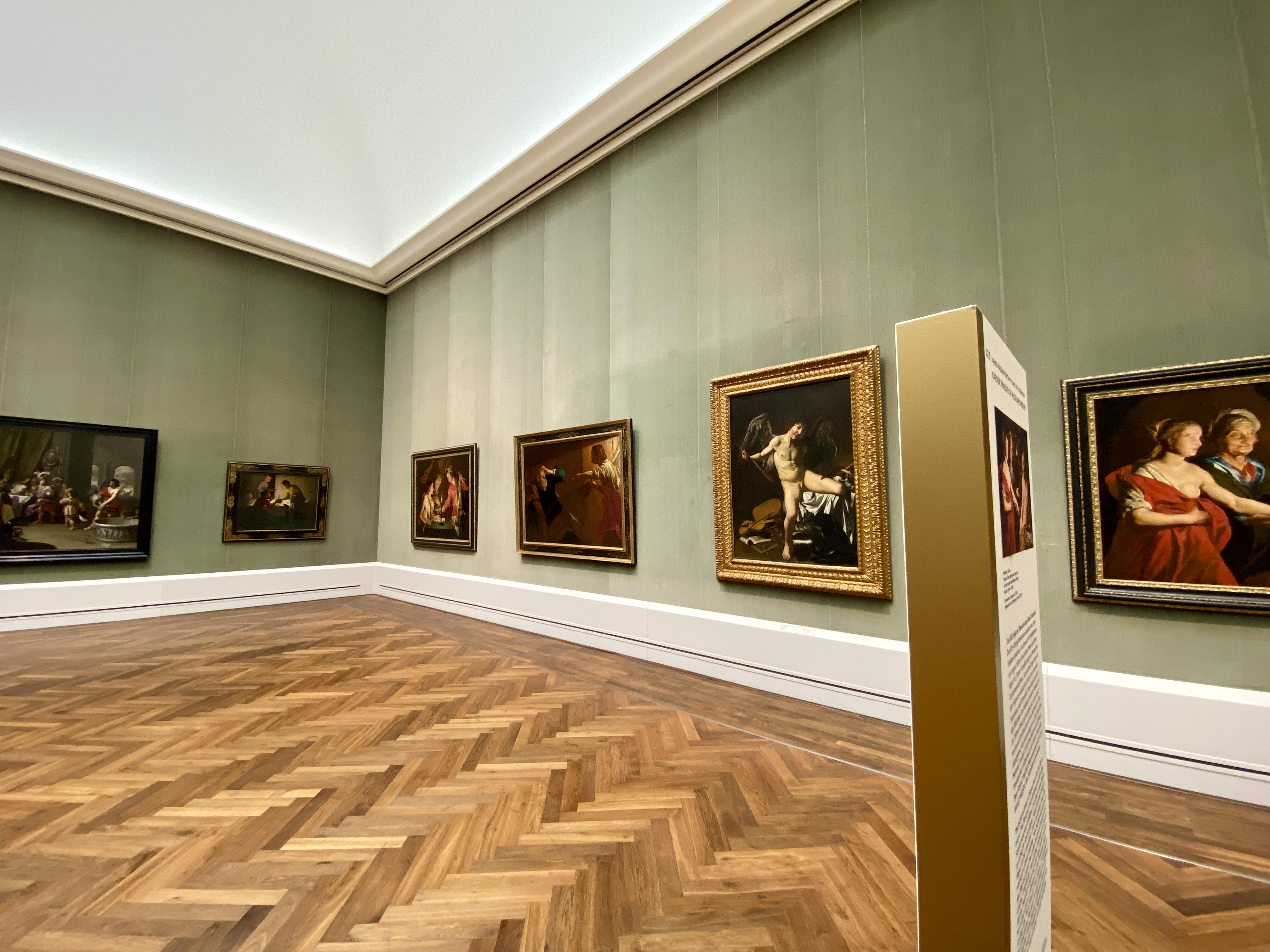
Una delle numerose sale della Gemäldegalerie in Berlino. Nella parte centrale della foto è possibile vedere il sublime Amor vincit omnia del Caravaggio.

Dopo la divisione di Berlino nel 1945 una parte della raccolta rimase nel Bode-Museum, tuttavia la maggior parte delle opere fu portata nei Musei Berlin-Dahlem. Dopo la riunificazione tedesca si poterono riportare i contenuti di Berlino Ovest e di Berlino Est nella Gemäldegalerie, appena costruita, nel Kulturforum.

## L'edificio del museo

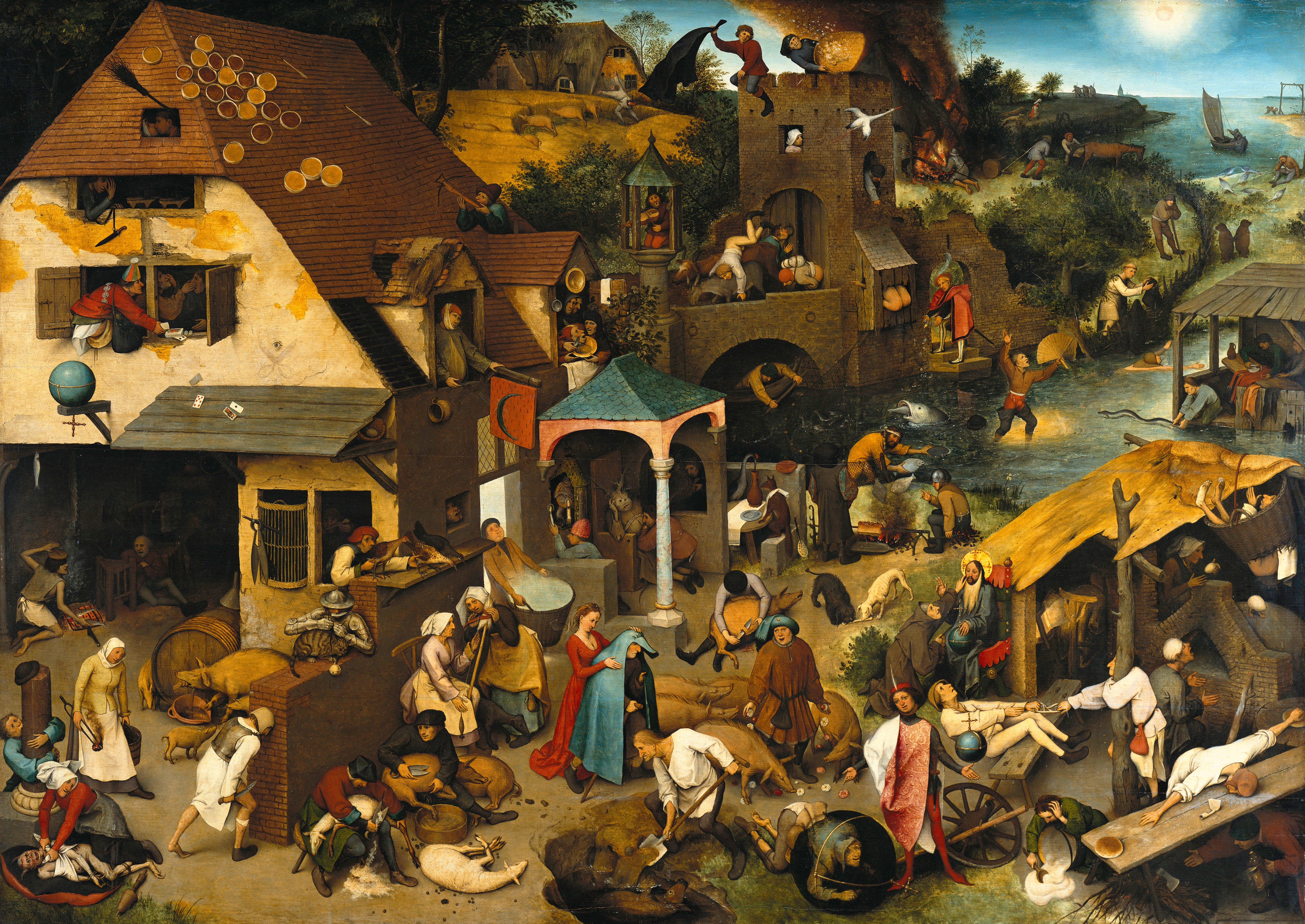
Bruegel il Vecchio, Proverbi fiamminghi (1559)

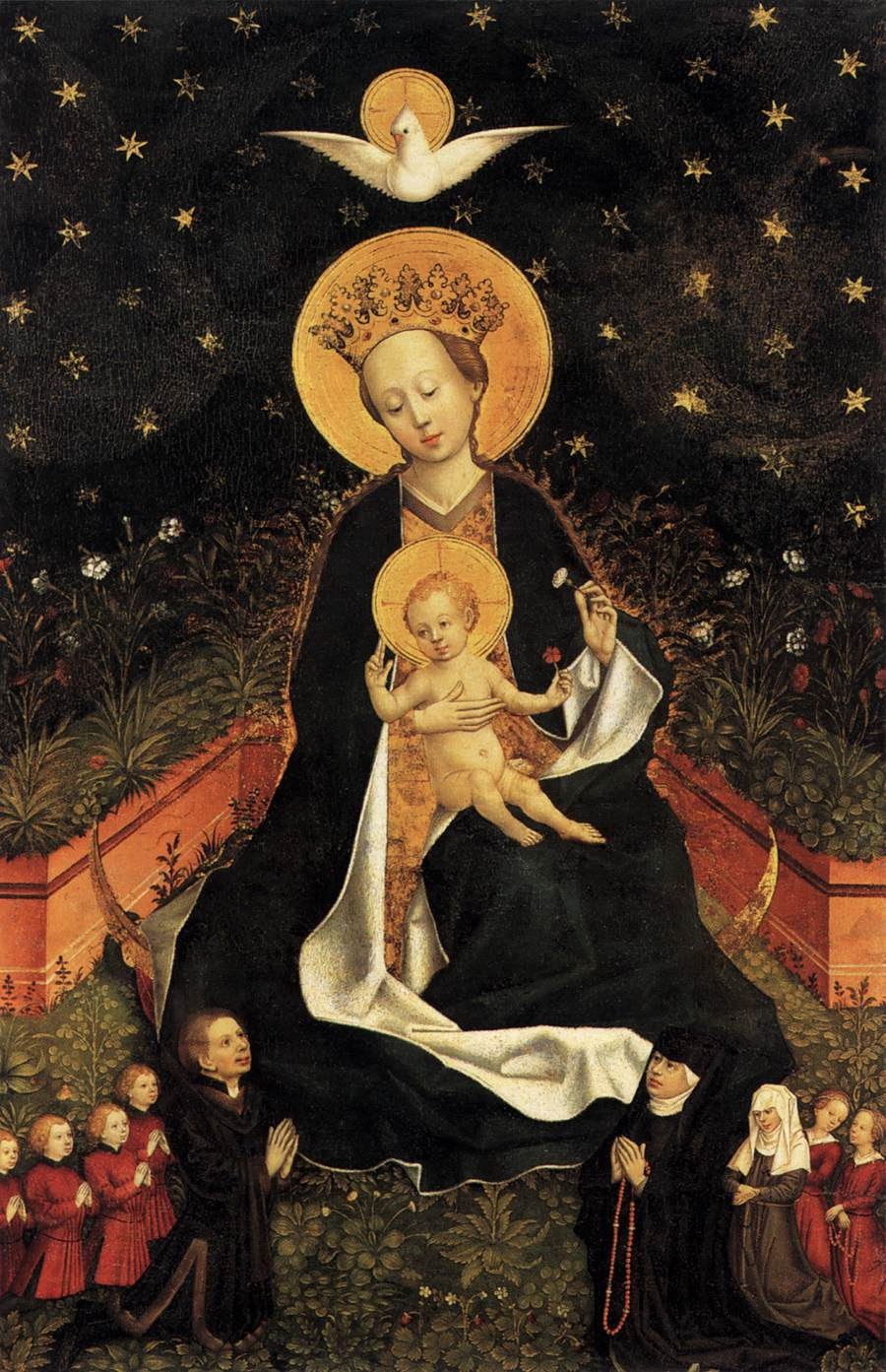
La Madonna col Bambino su falce di luna nell'hortus conclusus del Maestro del 1456

La nuova costruzione, progettata dagli architetti Heinz Hilmer e Christoph Sattler, ha pianta rettangolare, con circa 7000 metri quadrati di spazio espositivo, suddiviso in 72 sale.
Le sezioni di maggior rilievo presentano opere della pittura italiana dal XIII al XVI secolo, e della pittura fiamminga del XV e XVI secolo.
Una grande sala ottagonale è dedicata a Rembrandt, con 16 opere che costituiscono una delle collezioni più rilevanti dell'artista olandese; 6 sale sono riservate alla pittura europea del XVIII secolo, con dipinti di Canaletto, Watteau, Antoine Pesne e Thomas Gainsborough.

### Sezioni
- Pittura tedesca dei secoli XIII-XVI

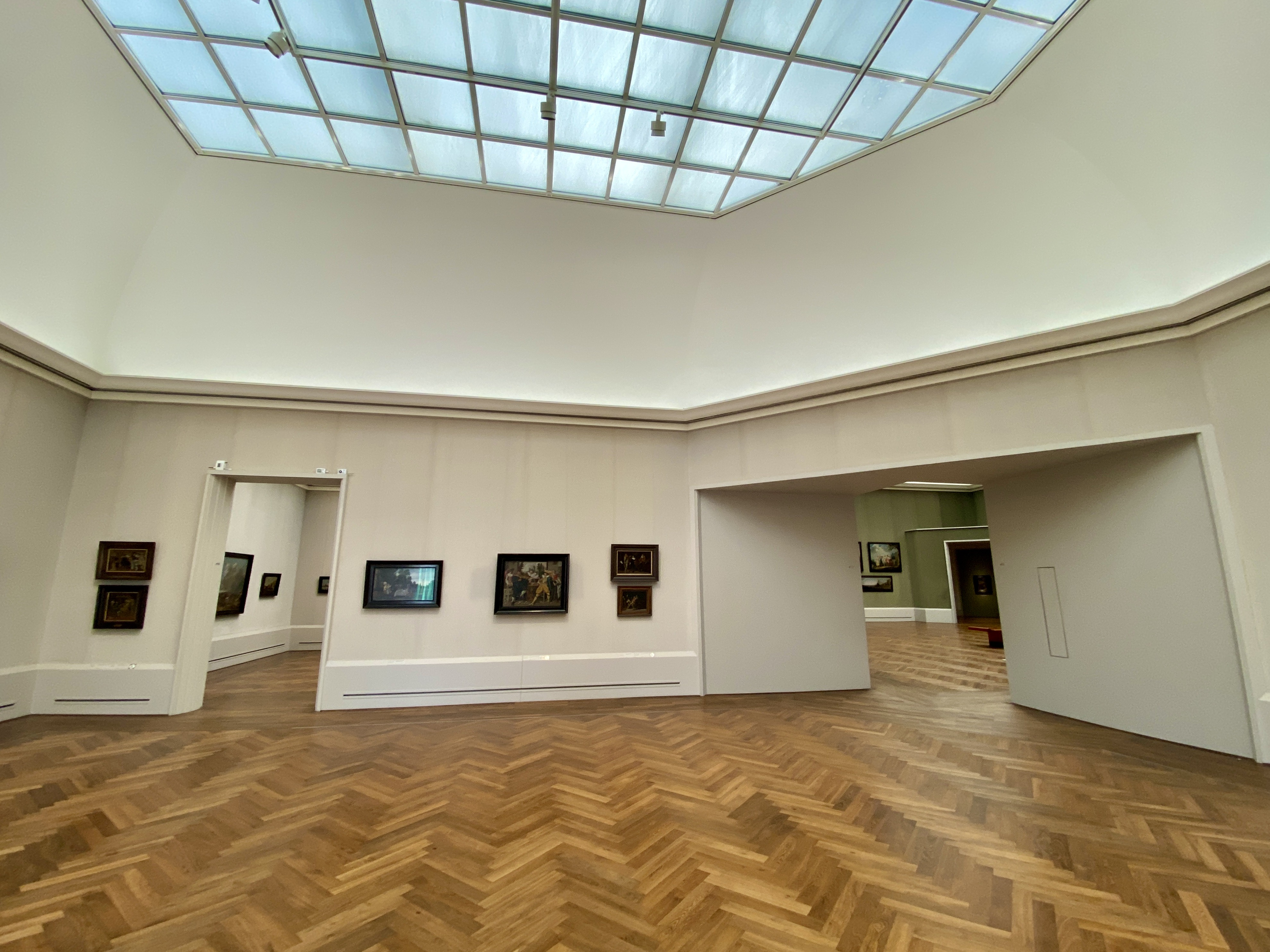
Sala della pinacoteca Gemäldegalerie in Berlino

- Sala della pinacoteca Gemäldegalerie in BerlinoPittura italiana dei secoli XIII-XVI
- Pittura tedesca dei secoli XIV-XVI
- Pittura fiamminga e olandese del XVII secolo
- Pittura tedesca, francese e spagnola del XVII secolo
- Pittura italiana dei secoli XVII-XVIII
- Pittura francese, inglese e tedesca del XVIII secolo
- Miniature dei secoli XVI-XVIII

## Opere principali

### Scuola tedesca
Albrecht Dürer
- Ritratto di Federico il Saggio, 1496
- Fürlegerin con i capelli raccolti, 1497
- Ritratto di veneziana, 1506 circa
- Madonna del Lucherino, 1506
- Ritratto di ragazza con berretto rosso, 1507
- Madonna in preghiera, 1518
- Ritratto di Hieronymus Holzschuher, 1526
- Ritratto di Jakob Muffel, 1526

### Scuola italiana
Andrea del Castagno
- Assunzione della Vergine tra i santi Miniato e Giuliano, 1449-1450

Bacchiacca
- Battesimo di Cristo, 1523 circa

Beato Angelico
- Incontro tra san Domenico e san Francesco, 1429-1440 circa
- Apparizione al Capitolo di Arles, 1429-1440 circa
- Funerali di san Francesco, 1429-1440 circa
- Trittico del Giudizio Universale, 1450 circa

Anonimo ferrarese
- Polimnia, 1460 circa

Giovanni Bellini
- Cristo morto sorretto da due angeli, 1465-1470 circa

Sandro Botticelli
- San Sebastiano, 1473
- Ritratto di Giuliano de' Medici, 1478 circa
- Madonna Bardi, 1485 circa

Caravaggio
- Amor Vincit Omnia, 1602-1603

Vittore Carpaccio
- Santo Stefano e sei suoi compagni consacrati diaconi da san Pietro, 1511
- Cristo morto, 1520 circa

Correggio
- Leda, 1531 circa

Cima da Conegliano
- La guarigione miracolosa del calzolaio Aniano
- Madonna col Bambino tra i santi Pietro, Romualdo, Benedetto e Paolo

Carlo Crivelli
- Madonna in trono col Bambino che consegna a san Pietro le chiavi del Paradiso tra santi, 1488-1489
- San Bonaventura, 1488-1489
- San Bernardo, 1488-1489

Taddeo Gaddi
- Due formelle dell'armadio della sacrestia di Santa Croce, 1335-1340 circa

Gentile da Fabriano
- Madonna col Bambino tra i santi Nicola di Bari, Caterina d'Alessandria e un donatore, 1395-1400 circa

Domenico Ghirlandaio
- Resurrezione, 1490-1498 circa

Giorgione
- Ritratto di giovane, 1503-1504 circa

Giotto
- Dormitio Virginis, 1312-1314 circa
- Crocifissione, 1320 circa

Filippo Lippi
- Miracolo di sant'Ambrogio, 1439-1447 circa)
- Ritratto femminile, 1445 circa

Lorenzo Lotto
- Commiato di Cristo dalla madre, 1521
- Ritratto di giovane, 1526 circa
- Ritratto di architetto, 1535-1540;

Andrea Mantegna
- Presentazione al tempio, 1455 circa
- Ritratto del cardinale Ludovico Trevisan, 1459-1460
- Madonna col Bambino dormiente, 1465-1470 circa

Francesco di Giorgio Martini
- Veduta di città ideale, attribuito, 1495 circa

Francesco Melzi
- Vertumno e Pomona, 1518-1522

Masaccio
- Parti del Polittico di Pisa, 1426
  - Sant'Agostino
  - San Girolamo
  - Santo carmelitano barbuto
  - Santo carmelitano glabro
  - Martirio di san Giovanni Battista e Crocifissione di san Pietro
  - Storie di san Giuliano e san Nicola
  - Adorazione dei Magi
- Desco da parto (Masaccio), 1426

Parmigianino
- Battesimo di Cristo, 1519 circa

Perugino
- Ultima Cena, 1500 circa

Piero della Francesca
- San Girolamo penitente, 1449-1451

Piero di Cosimo
- Venere, Marte e Amore, 1490 circa

Pinturicchio
- Madonna col Bambino scrivente e san Girolamo, 1481

Giovanni Battista Pittoni
- Madonna, 1730-1735

Raffaello
- Madonna Solly, 1500-1504 circa
- Madonna col Bambino tra i santi Girolamo e Francesco, 1500-1504 circa
- Madonna Terranuova, 1504-1505
- Madonna Colonna, 1507 circa

Rosso Fiorentino
- Ritratto di giovane uomo, 1517-1518 circa

Luca Signorelli
- Ritratto d'uomo, 1492 circa

Francesco Squarcione
- Madonna col Bambino, 1455

Simone Martini
- Stemmi della famiglia Orsini, 1333-1337 circa

Tiziano Vecellio
- Ritratto d'uomo, 1525 circa

Tintoretto
- Madonna col Bambino tra i santi Marco e Luca, 1571-1572 circa

Domenico Veneziano
- Adorazione dei Magi, 1439-1441
- Martirio di santa Lucia , pannello della predella della pala di Santa Lucia dei Magnoli (1445 circa

Jacopo de' Barbari
- Madonna col Bambino, san Giovanni Battista, santa Barbara e committente tempera su tavola

### Scuola fiamminga e olandese
Hieronymus Bosch
- San Giovanni a Patmos e storie della Passione, 1489 circa

Bruegel il Vecchio
- Proverbi fiamminghi, 1559
- Due scimmie incatenate, 1562

Willem Buytewech
- Banchetto all'aria aperta, 1615 circa

Petrus Christus
- Ritratto di fanciulla, 1470

Hugo van der Goes
- Altare Monforte, 1470 circa
- Adorazione dei pastori, 1480 circa
- Dittico del compianto di Cristo, 1480 circa

Jan Gossaert
- Adamo ed Eva, 1525 circa

Hans Memling
- Madonna col Bambino, 1487

Rembrandt
- Sansone e Dalila, 1628
- Ratto di Proserpina, 1632 circa
- Ritratto di Cornelis Claeszoon Anslo e di sua moglie Aaltje Schouten, 1641
- Mosè con le tavole della legge, 1659

Rogier van der Weyden
- Trittico di san Giovanni Battista, 1455 circa

Rubens
- Perseo libera Andromeda, 1620

Jan van Eyck
- Madonna in una chiesa gotica, 1425-1430 circa
- Ritratto di Baudouin de Lannoy, 1436-1438 circa
- Ritratto di Giovanni Arnolfini, 1440 circa

Vermeer
- Bicchiere di vino, 1659
- Donna con collana di perle, 1664

### Scuola francese
Jean Fouquet
- Etienne Chevalier presentato da santo Stefano (1450-1455 circa)